# Zespół Muckle’a-Wellsa
Zespół Muckle’a-Wellsa (łac. syndroma Muckle–Wells, ang. Muckle–Wells syndrome; synonimy: pokrzywka – głuchota – amyloidoza, ang. urticaria – deafness – amyloidosis, UDA oraz wrodzona kriopirynopatia 2, ang. cryopyrin-associated periodic syndrome, CAPS2) – genetycznie uwarunkowana choroba autozapalna, dziedziczona autosomalnie dominująco. Charakteryzuje się napadową wysypką o charakterze pokrzywkowym, gorączką, artralgią oraz postępującą głuchotą neurosensoryczną i amyloidozą typu AA nerek o późnym początku.

## Historia
Zespół został opisany po raz pierwszy w 1962 roku przez angielskich patologów Thomasa Muckle’a oraz Michaela Wellsa.

## Etiologia
Choroba spowodowana jest uszkodzeniem genów CIAS1 (NALP3 lub PYPAF1) znajdujących się na chromosomie 1q44, kodujących kriopirynę. W wyniku mutacji dochodzi do nadaktywności prozapalnego kompleksu proteinowego obecnego w cytozolu (inflammasomu), nadmiernej aktywności kaspazy-1 oraz nadmiernego wydzielania interleukiny 1.

## Epidemiologia
Do 1998 roku opisano 100 przypadków zarówno występujących rodzinnie, jak i sporadycznych. Obecnie częstość występowania szacowana jest na 2,8 na 1 000 000 żywych urodzeń.

## Obraz kliniczny
Choroba przebiega przewlekle z okresami zaostrzeń oraz poprawy. Objawy zespołu Muckle’a-Wellsa pojawiają się w dzieciństwie, najczęściej w drugiej dekadzie życia. Pierwszym objawem jest zwykle gorączka (39–40 °C) pojawiająca się wieczorem, trwająca kilka godzin, zwykle przez tydzień lub też nieswędząca wysypka o charakterze pokrzywkowym. Wysypka może być prowokowana zimnem, zmęczeniem, stresem, wysiłkiem lub też może wystąpić bez uchwytnej przyczyny. Zwykle po 10 r.ż. pojawia się narastająca głuchota neurosensoryczna początkowo w zakresie wysokich częstotliwości prowadząca aż do całkowitej utraty słuchu. W kolejnych latach pojawiają się artralgia, zapalenie wielostawowe oraz zapalenie spojówek. Pojawienie się uporczywego białkomoczu jest czynnikiem złego rokowania jako objaw amyloidozy nerek. Często występują również: niedobór masy i wzrostu oraz męska niepłodność.

## Badania dodatkowe
- Test prowokacyjny z kostką lodu nie indukuje wystąpienia zmian skórnych[3].
- Odczyn Biernackiego (OB) i białko C-reaktywne (CRP) mogą być podwyższone w okresie zaostrzeń[3].
- Granulocytoza oraz niedokrwistość w morfologii krwi[3].
- Poziom surowiczego amyloidu A (SAA), pozwala na ocenę stopnia aktywności choroby[3].
- Badanie histopatologiczne zmian skórnych ujawnia liczne nacieki z granulocytów obojętnochłonnych i kwasochłonnych zlokalizowanych głównie wokół ścian naczyń krwionośnych i poszerzonych naczyń włosowatych[3].
- Obrazowanie metodą rezonansu magnetycznego mózgowia obrazuje w zakresie opony miękkiej, opony pajęczej oraz ślimaka obrzęk oraz zmiany zapalne[3].

## Diagnostyka różnicowa
Zespół Muckle’a-Wellsa, rodzinny zespół autoimmunologiczny indukowany zimnem (FCAS) oraz wieloukładowa choroba zapalna o początku w okresie noworodkowym (NOMID) należą do grupy dziedzicznych zespołów gorączki okresowej oraz do wrodzonych kriopirynopatii (CAPS). Stwierdzenie napadowej wysypki o charakterystycznym wyglądzie, postępującego niedosłuchu neurosensorycznego oraz zapalenia wielostawowego z potwierdzoną mutacją genu CIAS1 pozwala na postawienie rozpoznania zespołu Muckle’a-Wellsa.

## Leczenie
W leczeniu stosowane są kanakinumab (zarejestrowane wskazanie) oraz anakinra (niezarejestrowane wskazanie), które pozwalają na cofanie się objawów, łącznie ze zmianami amyloidozowymi i zmniejszeniem stopnia niewydolności nerek.

## Rokowanie
Rokowanie nawet w przypadku braku leczenia u większości chorych co do życia jest dobre. W przypadku wystąpienia amyloidozy z postępującą niewydolnością nerek czas przeżycia wynosi do 10 lat.

## Kultura masowa
- W amerykańskim medycznym serialu telewizyjnym Dr House w 7 serii (14 odcinek) Dowód recesji u pacjenta zostaje rozpoznany zespół Muckle’a-Wellsa, jednakże pacjent umiera, zanim zostanie rozpoczęte leczenie[8].
- W reality show Słodki biznes w 4 serii (3 odcinek) gra dziecko zespołem Muckle’a-Wellsa (Tyler P.), które wraz z trójką innych dzieci z zagrażającą życiu chorobą spełnia swoje marzenie w ramach Make-A-Wish Foundation (Fundacja Mam Marzenie), piekąc specjalne ciasto[9].

## Klasyfikacja ICD10
| kod ICD10     | nazwa choroby                                                           |
| ------------- | ----------------------------------------------------------------------- |
| ICD-10: E85.0 | Skrobiawice układowe dziedziczne lub rodzinne, postać nie-neuropatyczna |
| ICD-10: L50.8 | Inna pokrzywka                                                          |